# Систан
Систан (персијски: سیستان), познат у давним временима као Сакастан (سكاستان, „земља Саке“), је историјска  и географска регија у данашњем Источном Ирану (провинција Систан и Балучистан) и Јужном Авганистану (Нимруз, Хелманд, Кандахар). Велик део чине пустиње, а регион раздваја река Хелманд, највећа река у Авганистану, која се улива у језеро Хамун које чини део границе између две земље.

## Етимологија
Систан је име добио од речи Сакастан („земља Саке“). Саке су биле скитско племе које је од 2. века пре нове ере до 1. века мигрирало на Иранску висораван и долину Инда, где су створили краљевство познато као Индо-скитско краљевство. У Бундахишну, зороастријском спису написаном на Пахлавију, провинција се назива „Сејансих“.  Након арапског освајања Ирана, покрајина је постала позната као Сиџистан / Систан.
Древније староперсијско име региона - пре доминације Саке - било је заранка („водено земљиште“). Овај старији облик такође је корен имена Заранџ, главног града авганистанске провинције Нимруз.
Енциклопедија Ираника каже „Име земље и њених становника први пут се сведочи као староперсијски з-р-к (тј. Зранка) у великом Бехистунском натпису Дарија I, очигледно оригиналном имену. Овај облик се огледа у еламитској (Сир-ра-ан-ка и варијанте), вавилонској (За-ра-ан-га) и египатској (срнг или срнк) верзији ахеменидских краљевских натписа, као и у грчком Зарангаи , Зарангаиои, Зарангиане (Аријан; Исидор од Чарака), и Сарангаи (Херодот) и на латинском Зарангае (Плиније). Уместо овог оригиналног облика, који карактерише неперсијски з (можда из пра-ИЕ. Палатал * γ или * γх), у неким грчким изворима (углавном онима који зависе од историчара Александра Великог) можда хиперкоректна персијанизована варијанта (уп. Беларди, стр. 183) са почетним д-, * Дранка (или чак * Дранга?), Одражено у грчким Дрангаи, Дранге, Дрангене, Дранги (а) не (Ктезије; Полибије; Страбон; Диодор; Птолемеј; Арјан; Стефан Византијац) и латински Дрангае, Дрангиана, Дрангиани (Куртије Руфус; Плиниј; Амијан Маркелијан; Јустин) или Дранкаеус  (Валерије Флак, Аргонаутика 6.106, 6.507).
У Шахнамеу се Систан назива и Забулистан, према региону у источном делу данашњег Авганистана. У Фердовсијевом епу Забулистан је заузврат описан као домовина митолошког јунака Ростама.

## Историја

### Рана историја
У праисторијско доба, цивилизација Џирофт је покривала делове Систана и провинције Керман (могуће већ у 3. миленијуму пре нове ере). Најпознатији је по ископавањима археолошког налазишта Шахр-е Сохта, великог града из трећег миленијума пре нове ере. Друга мања налазишта су идентификована у региону током истраживања америчких археолога Валтера Ферсервиса и Џорџа Далеса. За налазиште Над-и Али у авганистанском Систану такође се тврди да потиче из бронзаног доба (Бенсевал и Францфорт 1994).
Касније су то подручје окупирала аријевска племена сродна Индоаријевцима и иранским народима. На крају је формирано краљевство познато као Арахозија, чијим деловима је Медијско царство владало 600. п. н. е. Међане је срушило Ахеменидско персијско царство 550. године пре нове ере, а остатак Арахозије је убрзо припојен. Археолошко налазиште Дахан-е Голаман било је главно ахеменидско средиште. У 4. веку пре нове ере, македонски краљ Александар Велики је анектирао регион током свог освајања Персијског царства и основао колонију „Александрија у Арахозији“ (савремени Кандахар). Грчки град Бост, који је сада обухваћен модерном Лашкаргом, такође је развијен као хеленистички центар.
Александрово царство се фрагментирало након његове смрти, а Арахозија је дошла под контролу Селеукидског царства, које га је трговало са индијском династијом Маурија 305. п. н. е. После пада Мауријанаца, регион припао њиховим грчко-бактријским савезницима 180. године пре Христа, пре него што се отпао и постао део Индо-грчког краљевства. Индо-партијски краљ Гондофар био је вођа Сакастана у периоду 20–10. године п. н. е. Било је део Индопартијског краљевства које се такође звало Гедросија, што је било његово хеленистичко име.
После средине 2. века пре нове ере, већи део Индо-грчког краљевства преплавила су племена позната као Индо-Скити или Сака, по којима је Систан (од Сакастана) на крају и добио име. Индо-Ските је око 100. п. н. е. поразило Партско царство, које је накратко изгубило регион од својих Суренских вазала (Индо-Парти) око 20. године нове ере, пре него што је регион средином 1. века наше ере освојило Кушанско царство. Кушане је средином 3. века поразило Сасанидско Персијско царство, прво поставши део вазалне државе Кушанша, пре него што су га Хефталити прегазили средином 5. века. Сасанидске војске су освојиле  Сакастан 565. године нове ере, али су то подручје изгубиле од арапског Рашудинског калифата након средине 640-их.

### Сасанидски период
Покрајина је настала отприлике. 240. гониде н.е., за време владавине Шапура I, у његовом настојању да централизује царство; пре тога провинција је била под влашћу партског краљевства Сурен, чији је владар Ардашир Саканшах постао сасанидски вазал током владавине Шапуровог оца Ардашира I (в. 224–242), који је такође обновио древни град Зранг, који је постао главни град провинције. Шапуров син Нарзес први је именован за гувернера провинције, којом ће управљати до 271. године, када је за новог гувернера именован сасанидски принц Хормизд. Касније у око 281, Хормизд се побунио против свог рођака Бахрама II. Током побуне, народ Сакастана био му је једна од присталица. Ипак, Бахрам II је успео да сузбије побуну 283. године и за гувернера провинције именовао је свог сина Бахрама III.
Током своје ране владавине, Шапур II (в. 309-379) је именовао  свог брата Шапур Саканшаха за гувернера Сакастана. Пероз I (в. 459–484), је током своје ране владавине, окончао  династичку владавину у провинцији именовањем Каренида за њеног гувернера. Разлог именовања био је избегавање даљих породичних сукоба у провинцији и постизање директније контроле над провинцијом.

### Исламско освајање
Током муслиманског освајања Персије, последњи сасанидски краљ Јездигерд III је побегао  у Сакастан средином 640-их, где му је помогао његов гувернер Апарвиз (који је био мање-више независан). Међутим, Јездигерд III је брзо окончао ову подршку када је захтевао новац од пореза који овај није платио.
Године 650, Абд Алах ибн Амир, је пошто је осигурао свој положај у Керману, послао  војску под водством Муџаши ибн Масуда у Сакастан. Након што је прешао пустињу Дашт-и Лут, Мујаши ибн Масуд је стигао у Сакастан. Међутим, претрпео је тежак пораз и био принуђен да се повуче.
Годину дана касније, Абд Алах ибн Амир је послао  војску под водством Рабија ибн Зијада Харитија у Сакастан. После неког времена стигао је до Залика, пограничног града између Кирмана и Сакастана, где је приморао дехкана града да призна рашидунску власт. Затим је учинио исто у тврђави Каркуја, која је имала познати храм ватре, који се помиње у Тарих-и Систану. Затим је наставио да заплени још земље у провинцији. Након тога је опсео Зранг, а након тешке битке изван града, Апарвиз и његови људи су се предали. Када је Апарвиз отишао код Рабија да разговара о условима мира, видео је да тела два мртва војника користи као столицу. Ово је ужаснуло Апарвиза, који је да би поштедео становнике Сакастана од Арапа, морао да се помири са њима да би заузврат издејствовао тежак данак, који је обухватао данак од 1.000 робова који су носили 1.000 златних посуда. Сакастан се тако нашао под контролом Рашидунског калифата.

### Владавина калифата
Међутим, само две године касније, народ Заранга се побунио и победио војсковођу кога је поставио Раби ибн Зијада Харитхи и муслимански гарнизон града. Абд Алах ибн Амир је затим послао  Абд ел Рахмана ибн Самуру у Систан, где је успео да сузбије побуну. Даље, такође је победио Зунбиле из Забулистана, заузевши Буст и неколико градова у Забулистану.
Током Прве Фитне (656–661), народ Заранга се побунио и победио муслимански гарнизон града. Током 658. године, син Јездигерда III Пероз III је повратио  Систан и тамо основао краљевину, у кинеским изворима познату као „Команда персијског подручја“. Међутим, 663. године био је приморан да напусти регион након што је претрпео пораз од новооснованог Омејадског калифата, који је наследио Рашидуне.

### Сафаридска династија
Систан је постао провинција Омејадског и Абасидског калифата. Током 860-тих година династија Сафарида се појавила  у Систану и наставила да осваја већи део исламског Истока, све док је Саманиди нису преотели 900. године. Након што су Саманиди провинцију преотели од Сафарида, она се на кратко вратила под контролу Абасида, али се 917. године гувернер Абу Јазида Халид осамосталио. Пратио га је низ емира са кратким владавинама до 923. године, када је Ахмад ибн Мухамед обновио владавину Сафарида у Систану. Након његове смрти 963. године, Систаном је владао његов син Халаф ибн Ахмад до 1002. године, када је Махмуд од Газнија напао Систан, окончавши династију Сафарида.
Годину дана касније, 1003. године, Систан се побунио. Као одговор, Махмуд  је довео војску да сузбије побуну. Махмудове хиндуистичке трупе су опљачкале џамије и цркве у Зарангу масакрирајући муслимане и хришћане у њима.

### Насридска династија
Око 1029. године Тадџ ел-Дин И Абу л-Фадл Наср основао је династију Насрида, која је била огранак Сафарида.Затим су постали вазали Газнавида. Династија је тада постала вазал Селџука 1048. године, а затим Гурида 1162. године и Хварезмијанаца 1212. Монголи су опљачкали Систан 1222. године, а династију Насрида су окончали Хварезмијанци 1225. године. За време Газнавида изграђене су сложене сафаридске палате у Лашкари Базару и Шахр-и Голголи.

### Михрабанидска династија и њени  наследници
Од 1236. године Шамс ел Дин Али ибн Масуд основао је династију Михрабанида, још један огранак Сафарида, као мелик из Систана за Илканат. Михрабаниди су се борили са Картидима током монголске владавине. Систан је прогласио независност 1335. године након пропасти Илканата. Већ 1383. године Тамерлан је освојио Систан и приморао Михрабаниде да постану вазали. Превласт Тимурида окончана је 1507. године због инвазије Узбека 1507. године. Узбеци су протерани 1510. године, а Михрабаниди су постали вазали Сафавида све док 1537. године Сафавиди нису свргли династију и стекли потпуну контролу над Систаном.
Владавина Сафавида трајала је до 1717. године, осим током узбечке владавине између 1524. - 1528. и 1578. - 1598. године када га је освојила династија Хотаки. Надир Шах га је поново освојио 1727. после атентата на Надир Шаха, Систан је дошао под власт Дуранског царства 1747. Током 1747. и 1872. Персија и Авганистан су се спорили око Систана. Гранични спор између Персије и Авганистана решила је гранична мисија Систана, коју је предводио британски генерал Фредерик Голдшид, који је пристао да већи део Систана буде у Персији, али су Персијанци извојевали повлачење са десне обале Хелманда. На крају обе земље нису биле задовољне.
Граница је прецизније дефинисана Другом комисијом за границу Систана (1903-1905) на челу са Артуром Макмахоном, који је имао тежак задатак због недостатка природних граница. Део који је додељен Персији укључен је у провинцију Балучистан (која је 1986. године узела име Систан и Балучистан), у којој је био главни град Захедан. У Авганистану је налазио део провинције Систан по имену Фарах-Чакансур која је укинута административном реорганизацијом 1964. године да би се формирала провинција Нимруз, са главним градом Заранџом.

## Значај за зороастријанце
Систан је био веома снажно повезан са зороастризмом и током сасанидских времена језеро Хамун и  је било  једно од два места ходочашћа за следбенике те религије. У зороастријској традицији, језеро је чувар Зороастеровог семена и непосредно пре коначне обнове света, три девојке ће ући у језеро, а свака ће потом родити саошјанс који ће бити спасиоци човечанства у завршној обнови света .

## Археологија
Најпознатија археолошка налазишта у Систану су Шахр-е Сухтех и налазиште на Кух-е Хваџех, брду које се уздиже као острво усред језера Хамун.